# الجبل (الوطئة)

تعديل مصدري - تعديل

الجبل محلة تابعة لقرية الوطئة، التابعة لعزلة المشكي بمديرية بعدان إحدى مديريات محافظة إب في الجمهورية اليمنية، بلغ تعداد سكانها 228 حسب تعداد اليمن لعام 2004.